# ريتشارد غانت
ريتشارد غانت (بالإنجليزية: Richard Gant)‏ مواليد 10 مارس 1944 في سان فرانسيسكو، هو ممثل ومخرج أمريكي بدأ مسيرته الفنية سنة 1980.

## الأعمال
- روكي 5 (1990) (بدور: جورج واشنطن دوك)
- دياجنوسيز: موردر (1993)
- جيسون يذهب إلى الجحيم الجمعة الأخيرة (1993)
- ليباوسكي الكبير (1998)
- غودزيلا (1998)
- نوربت (2007)
- تبييض (2014) (بدور: هارفي)

## روابط خارجية
- ريتشارد غانت على موقع IMDb (الإنجليزية)
- ريتشارد غانت على موقع ألو سيني (الفرنسية)
- ريتشارد غانت على موقع أول موفي (الإنجليزية)
- ريتشارد غانت على موقع قاعدة بيانات برودواي على الإنترنت (الإنجليزية)
- ريتشارد غانت على موقع قاعدة بيانات الأفلام السويدية (السويدية)
- ريتشارد غانت على موقع قاعدة بيانات الفيلم (الإنجليزية)
- ريتشارد غانت على موقع كينوبويسك (الروسية)